# 索尼本田移动
索尼本田移动公司（Sonī Hondamobiriti Kabushikigaisha）是日本的一家合资汽车公司，由索尼和本田技研工业于2022年共同出资成立。该公司将生产Afeela（Afīra）牌汽车。
该公司计划于2025年上半年接受预订，并于2026年春季向北美客户交付首批汽车。该车将在本田位于美国的一家工厂生产。

## 历史
2020年1月，索尼在第53届消费电子展上展示了其首款电动轿车原型。该车被命名为索尼Vision-S 。据该公司介绍，Vision-S采用了索尼的成像和传感技术。相比之下，索尼的人工智能、电信和云计算技术使车辆的功能能够不断更新和发展。第二款概念车是一款电动SUV，于2022年1月在第55届消费电子展上亮相，名为Vision-S02，而最初的概念被追溯重新命名为Vision-S01.
2022年4月，索尼成立了索尼移动公司（Sony Mobility Inc.），作为其移动服务部门。
2022年3月，索尼与本田签署谅解备忘录，深化两家公司建立战略联盟的讨论和探索。2022年6月，在合作细节谈判仍在进行中时，两家公司宣布合资公司名为索尼本田移动公司。该公司由水野泰秀担任总经理，他曾担任本田中国区总裁直至2020年。
该公司于2022年10月13日通过新闻发布会正式宣布。据该公司称，其目标是成为一家以软件为导向的“移动科技公司”。
2023年1月5日，该公司在第56届消费电子展上展示了其以Afeela品牌命名的首款电动汽车原型。原型车是一款四门轿车，计划于2026年在美国生产。该车在有限条件下具备L3级自动驾驶功能。
2025年1月6日，该公司在第57届消费电子展上发布了原型机的量产版本，名为Afeela 1。该车预计将于2026年中期开始交付，并已开放可退款预订。

## 车型

### Afeela 1

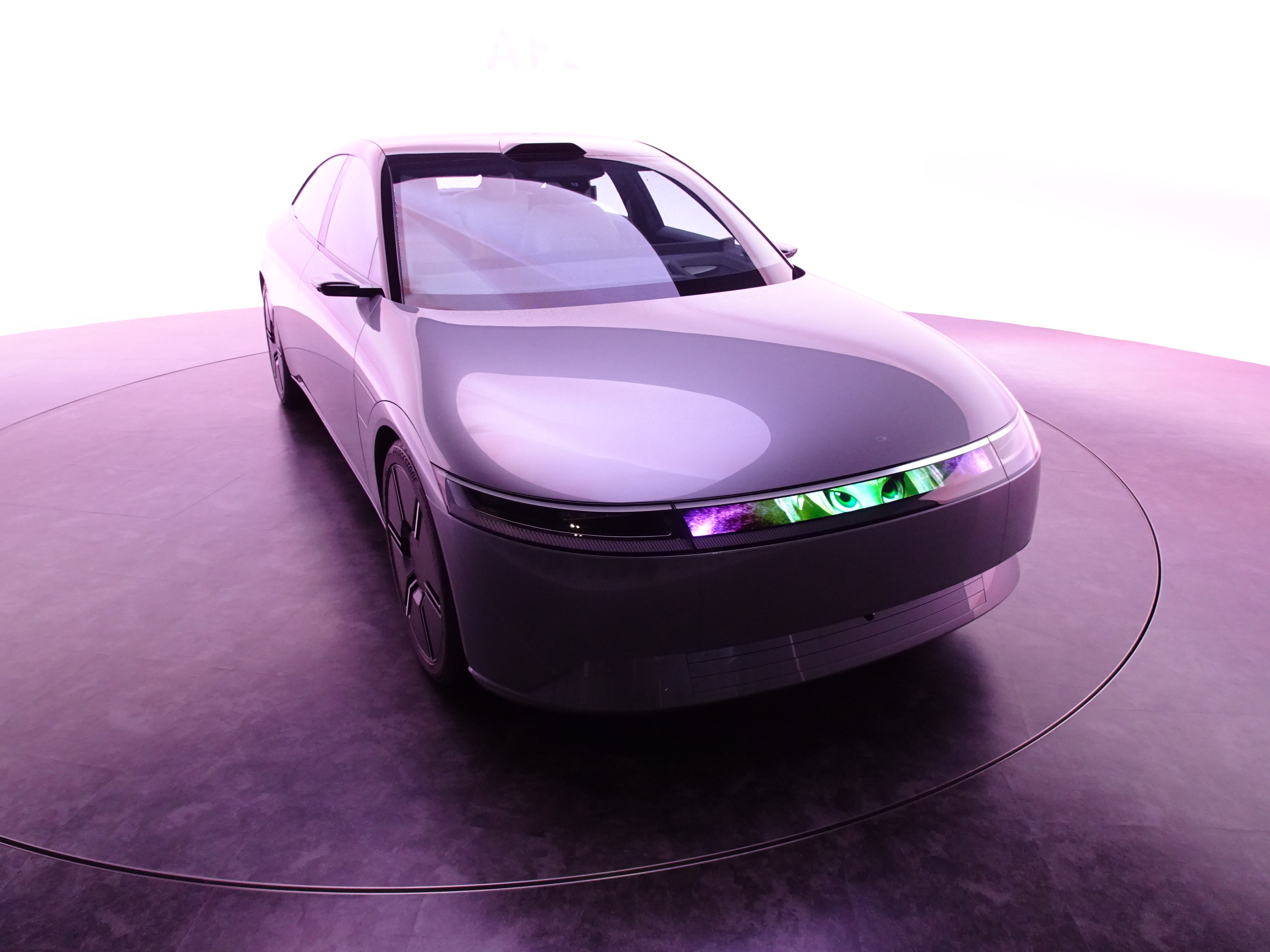
Afeela原型车亮相于2023年日本汽车博览会

2023年1月的CES上，Afeela 1的原型车亮相。这是一款四门轿车，宣布将于2025年上半年开放预订，首批量产车将于2026年春季交付给北美客户。车辆内外设有45个摄像头和传感器，以确保车辆的安全。它将利用高通骁龙SoC硬件来运行其信息娱乐系统，而驾驶舱和软件架构则由伊萊比特开发，后者还与索尼合作开发其首款原型索尼Vision-S的软件和用户体验。该公司还将把Epic Games的虚幻引擎集成到车辆的信息娱乐系统中。该车将在本田的一家北美工厂生产。
Afeela原型作为一款可玩车辆出现在GT赛车7中，并添加到游戏1.46版本中。